# Леонард (граф Горицы)
Леонхард (нем. Leonhard von Görz; 1440, Лиенц — 12 апреля 1500) — последний граф Горицы из династии Мейнхардинов. Младший сын Генриха VI фон Гёрца и его второй жены Катерины Гараи.

## Биография
Наследовал отцу в 1454 году вместе со старшими братьями — Иоганном II (ум. 1462) и Людвигом (ум. 1456/57). В их владения входили графство Горица и сеньория Лиенц (между Тиролем и Каринтией).
В 1456 году после убийства Ульриха Цилли началась борьба за его наследство. В ходе вооружённых действий император Фридрих III оккупировал графство Горица. Чтобы вернуть его назад, братья были вынуждены отказаться от Линца (1460).
В 1461 году Иоганн и Леонхард вступили в союз с Альбрехтом VI Габсбургом и с его помощью в следующем году отвоевали Лиенц, воспользовавшись народным восстанием.
С 1462 года, после смерти Иоганна II, Леонхард правил Горицей единолично. Также в его владении находились сеньории Соклос, Симонторна, Папа и Гараи в Венгрии — наследство от матери.

## Семья
Его первой женой была дочь Николая Уйляки, бана Славонии и Хорватии. Между 1476 и 1478 годом Леонхард женился на Паоле Гонзага (1463—1497), дочери маркиза Мантуи Лодовико III Гонзага. Детей ни в одном браке не было.
Перед смертью Леонхард завещал свои владения германскому королю Максимилиану I.